# Pålsholmen (Bømlo)
Ne doit pas être confondu avec Pålsholmen.
Pålsholmen est une île norvégienne du comté de Hordaland appartenant administrativement à Bømlo.

## Description
Rocheuse et désertique, à fleur d'eau, elle s'étend sur environ 240 m de longueur pour une largeur approximative de 155 m.